# Oscar Ruggeri
Pour les articles homonymes, voir Ruggeri.
Oscar Alfredo Ruggeri (dit El Cabezón) est un footballeur argentin né le 26 janvier 1962 à Corral de Bustos (Argentine). Il occupait le poste de défenseur central avec Boca Juniors, River Plate, San Lorenzo et l'équipe d'Argentine avec laquelle il a remporté le Mundial 86.

## Biographie
Ruggeri commence sa carrière de footballeur à Boca Juniors. Avec Diego Maradona il remporte le  Championnat d'Argentine en 1981.
En 1985, il rejoint le club rival de River Plate avec lequel il remporte la Copa Libertadores, la Coupe intercontinentale et un autre titre de champion d'Argentine.
En 1989, il part pour le Real Madrid où il remporte en 1990 le titre de champion d'Espagne.
De 1983 à 1994 il reçoit 97 sélections en équipe d'Argentine, (recordman national jusqu'en 2002 - 4e actuel), et marque 7 buts.
Ruggeri participe à trois coupes du monde, remportant celle de 1986 et perdant en finale celle de 1990.
Il met fin à sa carrière internationale après une défaite contre l'équipe de Roumanie lors de la Coupe du monde 1994.
Il reçoit une sélection en équipe FIFA en 1991.

## Clubs (joueur)
- 1980 - 1985 : Boca Juniors ( Argentine)
- 1985 - 1988 : CA River Plate ( Argentine)
- 1988 - 1989 : CD Logroñés ( Espagne)
- 1989 - 1990 : Real Madrid ( Espagne)
- 1990 - 1992 : Vélez Sarsfield ( Argentine)
- 1992 - 1992 : Ancona Calcio ( Italie)
- 1992 - 1993 : Club América ( Mexique)
- 1994 - 1997 : San Lorenzo ( Argentine)
- 1997 - 1997 : CA Lanús ( Argentine)

## Statistiques

### En sélection nationale
| Saison                | Sélection             | Phases finales                                    | Phases finales | Phases finales | Phases finales | Éliminatoires CDM | Éliminatoires CDM | Éliminatoires CDM | Matchs amicaux | Matchs amicaux | Matchs amicaux | Total | Total | Total |
| Saison                | Sélection             | Compétition                                       | M              | B              | Pd             | M                 | B                 | Pd                | M              | B              | Pd             | M     | B     | Pd    |
| --------------------- | --------------------- | ------------------------------------------------- | -------------- | -------------- | -------------- | ----------------- | ----------------- | ----------------- | -------------- | -------------- | -------------- | ----- | ----- | ----- |
| 1982-1983             | Argentine             | Copa América 1983                                 | -              | -              | -              | -                 | -                 | -                 | 4              | 0              | 0              | 4     | 0     | 0     |
| 1984-1985             | Argentine             | -                                                 | -              | -              | -              | 1                 | 0                 | 0                 | 9              | 1              | 0              | 10    | 1     | 0     |
| 1985-1986             | Argentine             | Coupe du monde 1986                               | 7              | 1              | 0              | -                 | -                 | -                 | 5              | 1              | 0              | 12    | 2     | 0     |
| 1986-1987             | Argentine             | Copa América 1987 4e                              | 4              | 0              | 1              | -                 | -                 | -                 | 2              | 0              | 0              | 6     | 0     | 1     |
| 1987-1988             | Argentine             | -                                                 | -              | -              | -              | -                 | -                 | -                 | 7              | 1              | 0              | 7     | 1     | 0     |
| 1988-1989             | Argentine             | Copa América 1989                                 | 5              | 0              | 0              | -                 | -                 | -                 | 1              | 0              | 0              | 6     | 0     | 0     |
| 1989-1990             | Argentine             | Coupe du monde 1990                               | 5              | 0              | 0              | -                 | -                 | -                 | 5              | 0              | 0              | 10    | 0     | 0     |
| 1990-1991             | Argentine             | Copa América 1991                                 | 6              | 0              | 1              | -                 | -                 | -                 | 7              | 1              | 0              | 13    | 1     | 1     |
| 1991-1992             | Argentine             | -                                                 | -              | -              | -              | -                 | -                 | -                 | 3              | 0              | 0              | 3     | 0     | 0     |
| 1992-1993             | Argentine             | Coupe des confédérations 1992 + Copa América 1993 | 2+6            | 0+1            | 0+1            | -                 | -                 | -                 | 2              | 0              | 0              | 10    | 1     | 1     |
| 1993-1994             | Argentine             | Coupe du monde 1994                               | 4              | 0              | 0              | 6                 | 0                 | 0                 | 6              | 1              | 0              | 16    | 1     | 0     |
| Total sur la carrière | Total sur la carrière | Total sur la carrière                             | 39             | 2              | 3              | 7                 | 0                 | 0                 | 51             | 5              | 0              | 97    | 7     | 3     |

## Palmarès (joueur)

### Sélection nationale
- Champion du monde en 1986
- Vice-Champion du monde en 1990
- Copa América en 1991 et 1993
- Coupe des confédérations en 1992 (1re édition (tournoi non officiel), dite encore alors trophée Artemio Franchi intercontinental)
- Coupe Kirin en 1992

### Clubs
- Copa Libertadores en 1986 avec River Plate
- Coupe Interaméricaine en 1986 avec River Plate
- Coupe intercontinentale en 1986 avec River Plate
- Champion d'Espagne en 1990 avec le Real Madrid
- Champion d'Argentine en 1981 avec Boca Juniors, en 1986 avec River Plate et en 1995 (Clausura) avec San Lorenzo
- Finaliste de la Coupe d'Espagne en 1990

### Distinctions personnelles
- Olimpia de Oro en  1991 (meilleur sportif argentin)
- Meilleur joueur sud-américain de l'année en 1991 (El Pais)
- Joueur argentin de l'année et 2e joueur mondial en 1991 (par le: Circulode de Periodistas Deportivos argentinos)
- Meilleur joueur étranger du championnat espagnol en 1989 (par Don Balón)

## Clubs (entraîneur)
- 1998 - 2001 : San Lorenzo  ( Argentine)
- 2001 - 2002 : Chivas de Guadalajara   ( Mexique)
- 2003 - 2003 : UAG Tecos   ( Mexique)
- 2003 - 2003 : Independiente  ( Argentine)
- 2003 - 2004 : Elche CF   ( Espagne)
- 2004 - 2004 : Club América ( Mexique)
- 2006 - : San Lorenzo  ( Argentine)